# Parlamentswahl im Libanon 2026
Die nächsten Parlamentswahlen im Libanon sind für Mai 2026 angesetzt. Dabei sollen alle 128 Abgeordneten des libanesischen Parlaments neu gewählt werden.
Bei der vorherigen Parlamentswahl im Libanon 2022 hatte das Bündnis um die islamistische Hisbollah die absolute Mehrheit verloren. Es dauerte zunächst drei Jahre, bis sich die anderen Parteien auf einen neuen Präsidenten sowie eine neue Regierung einigen konnten. Deshalb regierte die vorherige Regierung Nadschib Miqati III noch bis 2025. Im Januar 2025 folgten schließlich die Wahlen von Joseph Aoun zum Präsidenten sowie von Nawaf Salam zum Premierminister. Fortan war die Regierung Nawaf Salam an der Macht. Die Hisbollah war für eine Beibehaltung der Vorgängerregierung und gegen die Wahlen von Aoun und Salam. Diese wurden als eine weitere Abnahme des Einflusses der Hisbollah und damit auch des Iran im Libanon angesehen. Die aktuelle Regierung strebt eine vollständige Entwaffnung der Hisbollah an, und die von dieser regierten Gebiete im Süden Libanons wieder unter ihre Kontrolle zu bringen.

## Hintergrund

### Wahl Aouns und Ernennung Salams
Am 9. Januar 2025 wurde Joseph Aoun in der zweiten Wahlrunde der Präsidentschaftswahl zum Präsidenten gewählt. In seiner Antrittsrede kündigte er an, entschlossen gegen Mafias, Drogenhandel, Einflussnahme auf die Justiz, Korruption, Armut und den Konfessionalismus vorzugehen. Zudem versprach er wirtschaftliche, politische und juristische Reformen umzusetzen.
Kurz nach seinem Amtsantritt ernannte Aoun Nawaf Salam, den Präsidenten des Internationalen Gerichtshofs, zum neuen Premierminister. Salam erhielt zuvor die Mehrheit der Stimmen im Parlament. Die Wahl von Aoun und die Ernennung Salams gelten als Anzeichen für den Rückgang des politischen Einflusses der Hisbollah, was unter anderem auf militärische und finanzielle Verluste im Konflikt mit Israel sowie auf den Sturz des Assad-Regimes in Syrien zurückgeführt wird. Aoun ernannte Salam offiziell am 8. Februar 2025 zum Premierminister.

### Entwaffnung der Hisbollah
Angesichts regionaler Spannungen und interner Herausforderungen zeigte sich die Hisbollah bereit, über ihre Entwaffnung zu verhandeln – unter der Bedingung, dass sich Israel aus umstrittenen Gebieten im Süden Libanons zurückzieht und seine Luftangriffe einstellt. Aoun betonte die Notwendigkeit direkter Gespräche zwischen dem Präsidialamt und der Hisbollah, um Wege zur Übergabe der Waffen an den Staat zu finden. Sein Ziel sei es, 2025 zum Jahr des „staatlichen Waffenmonopols“ zu machen. Die libanesische Armee wurde beauftragt, unter Aouns Führung illegale Waffenlager und nicht genehmigte militärische Einrichtungen im Süden des Landes aufzulösen. Diese Maßnahmen entsprechen dem Waffenstillstandsabkommen nach dem Israel-Hisbollah-Konflikt 2024, das eine Ausweitung der staatlichen Autorität und die Beseitigung aller nicht autorisierten Waffenlager unabhängig von deren Kontrolle vorsieht.

## Wahlsystem
Gemäß dem libanesischen System des politischen Konfessionalismus werden die Parlamentssitze unter den religiösen Gemeinschaften des Landes entsprechend ihrer demografischen Stärke auf die Wahlkreise verteilt. Die Wahlen erfolgen nach dem Verhältniswahlrecht. Die Zahl der gültigen Stimmen in einem Wahlkreis wird durch die Anzahl der zu vergebenden Sitze geteilt, um die Wahlhürde für den Erhalt eines Sitzes zu bestimmen. Die Sitze werden dann proportional an die Listen vergeben, die diese Hürde überschreiten. Innerhalb der Listen erfolgt die Sitzverteilung nach konfessionellen Quoten und der Zahl der erhaltenen Vorzugsstimmen.

### Debatte über eine Wahlrechtsreform
Im Vorfeld der Parlamentswahl 2026 wird verstärkt über eine mögliche Änderung des Wahlrechts diskutiert. Strittig ist dabei, ob die Wahl nach dem aktuellen Verhältniswahlsystem mit Modifikationen oder nach einem völlig neuen Gesetz erfolgen soll – etwa nach dem von Parlamentspräsident Nabih Berri vorgeschlagenen Modell eines landesweiten Einheitswahlkreises. Dieser Vorschlag stößt insbesondere bei christlichen Parteien und unabhängigen christlichen Abgeordneten auf Kritik, da sie eine Schwächung des christlichen politischen Einflusses befürchten.